# 서맨사 세인트
서맨사 세인트(Samantha Saint, 1987년 6월 8일 ~ )는 미국의 포르노 배우, 모델이다.